# Andrei Enache
Andrei Enache (n.  ?) este un actor, scenarist și regizor român.

## Operă

### Filmografie
- Câinii sălbatici, 2002, regie Thom Fitzgerald, regizor secund Andrei Enache[1]
- Tancul, 2005, regia Andrei Enache, scenariul Horia Pătrașcu[2][3]

### Actor
- Burta balenei (Belly of the Whale), 2010, rolul Andrei, scenariu și regie Ana Lungu și Ana Szel[4]
- Autopotretul unei fete cuminți (Self-Portrait of a Dutiful Daughter), 2015, rolul Alex, regie Ana Lungu[5]